# تطور عكسي
التطور العكسي هو فكرة أن الكائنات الحية يمكن أن تعود إلى أشكال أكثر بدائية بمرور الوقت. يتعلق هذا المفهوم بفكرة أن التطور له غرض (الغائية) وأنه تقدمي (استقامة التطور)، على غرار أن القدمين أفضل من الحوافر أو أن الرئتين أفضل من الخياشيم. مع ذلك، لا يعترف علم الأحياء التطوري بهذه الافتراضات، إذ يؤدي الاصطفاء الطبيعي إلى التكيفات دون أي معرفة مسبقة. من الممكن أن تنعكس التغييرات الصغيرة (مثل تواتر جين واحد) عن طريق الصدفة أو الاصطفاء الطبيعي، لكن هذا لا يختلف عن المسار الطبيعي للتطور، وبالتالي فإن التطور إلى الوراء لا يتوافق مع الفهم الصحيح للتطور عن طريق الاصطفاء الطبيعي.
في القرن التاسع عشر، عندما كان مفهوم استقامة التطور منشرًا، روج علماء الحيوان (مثل راي لانكستر وأنتون دوهرن) وعالما الحفريات ألفيوس هيات وكارل إتش إيغنمان لفكرة التطور إلى الوراء. ظهر هذا المفهوم في رواية غالاباغوس للكاتب كورت فونيغوت عام 1985، التي تصور مجتمعًا تطور أفراده إلى الوراء ليصبح لديهم أدمغة صغيرة.
ينفي قانون دولو في اللاانعكاسية، الذي ذكره عالم الحفريات لويس دولو لأول مرة في عام 1893، إمكانية التطور إلى الوراء. يصف عالم الأحياء التطوري ريتشارد دوكينز قانون دولو بأنه بيان على عدم احتمالية اتباع التطور لنفس المسار مرتين.
لم يبرز مصطلح «التطور إلى الوراء» والمفاهيم المرتبطة به في علم الأحياء، وهو الآن مهم من الناحية التاريخية فحسب، ومن قبل المؤمنين بمعتقد الخلقية.

## نظرة عامة
تستند فكرة التطور العكسي على افتراض استقامة التطور، القائل بأن التطور يهدف إلى زيادة التعقيد. نظرية التطور الحديثة، بدءًا من نظرية داروين على الأقل، لا تعترف بهذا الافتراض، إذ إن مفهوم التغير التطوري مستقل عن أي زيادة في تعقيد الكائنات الحية التي تشترك نفس الجينات، أو أي انخفاض، مثل الأعضاء الأثارية أو انخفاض عدد الجينات. الآراء السابقة بأن الكائنات الحية عرضة «للاضمحلال الثقافي» أو «الاندفاع نحو الكمال» أو «التطور إلى الوراء» هي بلا معنى وفق النظرية الداروينية الحالية. نظرت النظريات العلمية المبكرة لتطفر الأنواع مثل الفرضية اللاماركية إلى التنوع كنتيجة لدافع داخلي هادف أو ميل لتطوير تكيفات تناسب البيئة. على النقيض من ذلك، وفقًا لنظرية التطور الداروينية وما أعقبها من تحسينات لاحقة في الأبحاث البيولوجية، فإن التكيف عن طريق الاصطفاء الطبيعي يحدث عندما تظهر سمات وراثية معينة في مجموعة سكانية تزيد فرصة التكاثر الناجح في البيئة مقارنةً بالسمات الوراثية المنافسة. من خلال نفس العملية تكون السمات الوراثية الأقل فائدة أقل «نجاحًا»؛ وبالتالي ينخفض ترددها أو تختفي تمامًا. منذ زمن داروين، اتضحت كيفية حدوث هذه التغييرات في تردد السمات وفقًا لآليات علم وقوانين الوراثة التي درسها غريغور مندل في الأصل. جنبًا إلى جنب مع أبحاث داروين الأصلية، أدت التطورات في علم الجينات إلى ما يُطلق عليه اسم الاصطناع التطوري الحديث أو الداروينية الجديدة في القرن العشرين. قد يحدث التكيف التطوري بشكل أكثر وضوحًا من خلال الانتقاء الطبيعي لأليلات معينة. قد تكون هذه الأليلات طويلة الأمد، أو قد تكون طفرات جديدة. قد ينشأ الانتقاء أيضًا من خلال تغييرات جينية متعاقبة أكثر تعقيدًا أو تغيرات كروموسومية أخرى، ولكن المطلب الأساسي هو أن التأثيرات التكيفية يجب أن تكون وراثية.
على الجانب المقابل، يتطلب مفهوم التطور العكسي أن يكون هناك تسلسل هرمي للبنية والوظيفة، وأن التطور يجب أن يعني «تقدم» الكائنات إلى أشكال «أكثر تقدمًا». مثلًا، يمكن القول إن «الأقدام أفضل من الحوافر» أو أن «الرئتان أفضل من الخياشيم»، لذا فإن ظهورها «تطوري» بينما يُسمى التغيير إلى بنية أدنى أو «أقل تقدمًا» تطورًا عكسي. في الواقع، يعرّف علم الأحياء التطوري جميع التغييرات الجينية الموروثة على أنها تطور. يُنظر إلى جميع التغييرات الجينية التي تؤدي إلى زيادة التكيف من ناحية التكاثر على أنها تكيف دارويني (جديد) لأنه بالنسبة للكائنات الحية التي تمتلك الجينات الجديدة، يعد كل منها تكيفًا مفيدًا لظروفها. مثلًا، تتمتع الحوافر بخاصية الركض السريع على السهول، ما يفيد الخيول، كما تتمتع القدمان بخاصية تسلق الأشجار، وهو ما أفاد بعض أسلاف البشر.
يرتبط مفهوم التطور العكسي بالأفكار القديمة التي تقول إن الحياة نشأت من خلال خلق خاص أو أن البشر هم الناتج النهائي أو هدف التطور. يرتبط الاعتقاد الأخير بمركزية الإنسان، أي فكرة أن الوجود البشري هو الغاية من وجود الكون. يمكن أن يؤدي هذا التفكير إلى فكرة أن الأنواع تتطور لأنها «تحتاج إلى ذلك» من أجل التكيف مع التغيرات البيئية. يشير علماء البيولوجيا إلى هذا المفهوم الخاطئ باسم الغائية، أي فكرة أن الأشياء تجري وفق طريقة معينة، وتميل بطبيعة الحال إلى التصرف بهذه الطريقة لمصلحتها. على النقيض من ذلك من وجهة النظر البيولوجية، إذا تطورت الأنواع، فهذا ليس رد فعل على حاجتها إلى ذلك، بل بالأحرى تتمتع مجموعات الكائنات الحية باختلافات جينية تزيد فرص اصطفائها الطبيعي. يدعم السجل الأحفوري هذا النظرية ما يوضح سبب انقراض 99% من جميع الأنواع التي عاشت على الإطلاق على الأرض.